# Municipio de St. Johns (Minnesota)
El municipio de St. Johns (en inglés: St. Johns Township) es un municipio ubicado en el condado de Kandiyohi en el estado estadounidense de Minnesota. En el año 2010 tenía una población de 411 habitantes y una densidad poblacional de 4,7 personas por km².

## Geografía
El municipio de St. Johns se encuentra ubicado en las coordenadas 45°5′54″N 95°11′51″O / 45.09833, -95.19750. Según la Oficina del Censo de los Estados Unidos, el municipio tiene una superficie total de 87.43 km², de la cual 86,69 km² corresponden a tierra firme y (0,85 %) 0,74 km² es agua.

## Demografía
Según el censo de 2010, había 411 personas residiendo en el municipio de St. Johns. La densidad de población era de 4,7 hab./km². De los 411 habitantes, el municipio de St. Johns estaba compuesto por el 95,86 % blancos, el 1,7 % eran afroamericanos, el 0,73 % eran asiáticos y el 1,7 % eran de una mezcla de razas. Del total de la población el 3,65 % eran hispanos o latinos de cualquier raza.